# Glenea obliqua
Glenea obliqua é uma espécie de escaravelho da família Cerambycidae.